# Потери в Афганской войне (1979—1989)
Потери в Афганской войне (1979—1989) — безвозвратные потери Ограниченного контингента Советских войск в Афганистане, Правительственных сил ДРА и групп афганской оппозиции в период Афганской войны (1979—1989).
Военную службу на территории ДРА, проходили более 620 тысяч советских граждан, в их числе 525,5 тысячи солдат и офицеров ВС СССР, 21 тысяча гражданских служащих, 95 тысяч представителей КГБ СССР (включая пограничные войска) и МВД СССР.
Общая численность погибших с 25 декабря 1979 года по 15 февраля 1989 года в период нахождения в ДРА ОКСВА составила 15 051 человек, из них — 14 427 военнослужащих ВС Союза ССР, погибших вследствие ранений в бою, от несчастных случаев и болезней. Боевые потери из общего числа потерь составили 82,5 %. В безвозвратные боевые и небоевые потери вошли также лица, скончавшиеся от ранений в госпиталях и скончавшиеся вследствие болезней уже после увольнения из ВС СССР.
Предположительно данные о погибших корректны. В статистику не вошли граждане, умершие до увольнения из Вооружённых сил, находящиеся на лечении в госпиталях за пределами ДРА. В число безвозвратных потерь не включены 417 человек, в период боевых действий пропавшие без вести или попавшие в плен. К 1999 году на родину не были возвращены 287 человек.
Существенное влияние на статистику оказали санитарные потери. Они включают в себя случаи ранений в ходе боевых действий и болезни, не связанные с получением ранений и контузий. Афганская война 1979—1989 годов имела большие потери, связанные с «небоевыми» причинами: они составляли 89 % санитарных потерь.

## Потери СССР
После окончания войны в СССР были опубликованы числа погибших советских военнослужащих с разбивкой по годам:
| 1979 год | 86 человек    |
| 1980 год | 1484 человека |
| 1981 год | 1298 человек  |
| 1982 год | 1948 человек  |
| 1983 год | 1448 человек  |
| 1984 год | 2343 человека |
| 1985 год | 1868 человек  |
| 1986 год | 1333 человека |
| 1987 год | 1215 человек  |
| 1988 год | 759 человек   |
| 1989 год | 53 человека   |

Итого — 13 835 человек. Эти данные впервые появились в газете «Правда» 17 августа 1989 года. В дальнейшем итоговая цифра несколько увеличивалась. По состоянию на 1 января 1999 года безвозвратные потери в Афганской войне (убитые, умершие от ран, болезней и в происшествиях, пропавшие без вести) оценивались следующим образом:
- Советская Армия — 14 427
- КГБ — 576 (в том числе 514 военнослужащих погранвойск[2])
- МВД — 28

Итого — 15 031 человек.
Санитарные потери — 53 753 раненых, контуженных, травмированных; 415 932 заболевших. Из заболевших — инфекционным гепатитом — 115 308 чел., брюшным тифом — 31 080, другими инфекционными заболеваниями — 140 665 человек.
Из 11 294 чел. уволенных с военной службы по состоянию здоровья остались инвалидами 10 751, из них — 1-й группы — 672, 2-й группы — 4216, 3-й группы — 5863 человека.
По данным профессора Военно-медицинской академии Санкт-Петербурга Владимира Сидельникова, в итоговых цифрах не учтены военнослужащие, умершие от ран и болезней в госпиталях на территории СССР.
По официальной статистике, за время боевых действий на территории Афганистана попало в плен и пропало без вести 417 военнослужащих (из них 130 были освобождены в период до вывода советских войск из Афганистана). В Женевских соглашениях 1988 года условия освобождения советских пленных зафиксированы не были. После вывода советских войск из Афганистана, переговоры об освобождении советских пленных продолжались при посредничестве правительства ДРА и Пакистана:
- так, 28 ноября 1989 года на территории Пакистана, в городе Пешавар представителям СССР были переданы двое советских солдат — Андрей Лопух и Валерий Прокопчук[7], в обмен на освобождение которых правительство ДРА выпустило 8 ранее арестованных боевиков (5 афганцев, 2 граждан Саудовской Аравии и 1 палестинца) и 25 граждан Пакистана, задержанных на территории Афганистана[8].

Судьба попавших в плен складывалась по-разному: 8 человек были завербованы противником, 21 стали «невозвращенцами», более 100 погибли. Широкий резонанс в своё время получило восстание в пакистанском лагере Бадабер, под Пешаваром, где 26 апреля 1985 года группа советских и афганских пленных солдат силой попыталась освободиться, но погибла в неравном бою.
Число погибших советских генералов по публикациям в прессе обычно составляет четверо погибших, иногда называется цифра в 5 погибших и умерших в Афганистане.
| Имя                       | Войска | Звание, должность                                                                                  | Место                  | Дата            | Обстоятельства                                                                                             |
| ------------------------- | ------ | -------------------------------------------------------------------------------------------------- | ---------------------- | --------------- | --- |
| Вадим Николаевич Хахалов  | ВВС    | генерал-майор авиации, заместитель командующего ВВС Туркестанского ВО                              | ущелье Луркох          | 5 сентября 1981 | Погиб в сбитом моджахедами вертолёте                                                                       |
| Пётр Иванович Шкидченко   | СВ     | генерал-лейтенант, начальник Группы управления боевыми действиями при Министре обороны Афганистана | провинция Пактия       | 19 января 1982  | Погиб в сбитом наземным огнём вертолёте. Посмертно присвоено звание Героя Российской Федерации (4.07.2000) |
| Анатолий Андреевич Драгун | СВ     | генерал-лейтенант, начальник управления Генерального штаба ВС СССР                                 | ДРА, Кабул?            | 10 января 1984  | Скоропостижно скончался во время командировки в Афганистан                                                 |
| Николай Андреевич Власов  | ВВС    | генерал-майор авиации, советник командующего ВВС Афганистана                                       | ДРА, провинция Шинданд | 12 ноября 1985  | Сбит попаданием из ПЗРК при перелёте на МиГ-21                                                             |
| Леонид Кириллович Цуканов | СВ     | генерал-майор, советник командующего артиллерией ВС Афганистана                                    | ДРА, Кабул             | 2 июня 1988     | Скончался от болезни                                                                                       |

## Потери в Правительственных силах ДРА
Точные данные о потерях вооружённых силах ДРА не известны. По оценке А. А. Ляховского в период с 1979 по 1988 год они составили: 26 595 человек — погибшими, 28 002 человека — пропавшими без вести, 28 541 человек — дезертирами. Максимальный уровень погибших в бою зафиксирован в 1981 году, когда ВС ДРА понесли потери 6721 человек погибшими.
7 июня 1988 года, в своём выступлении на заседании Генеральной Ассамблеи ООН, Президент Афганистана М. Наджибулла сообщил, что «с начала боевых действий в 1978 году до настоящего времени» (то есть до 7 июня 1988) в стране погибли 243,9 тыс. военнослужащих правительственных войск, органов безопасности, государственных служащих и мирных жителей, в том числе 208,2 тыс. мужчин, 35,7 тыс. женщин и 20,7 тыс. детей в возрасте до 10 лет; ранены были ещё 77 тыс. человек, в том числе 17,1 тыс. женщин и 900 детей в возрасте до 10 лет. По другим данным 1986 года, на тот момент погибли 18 тысяч человек из числа военнослужащих.
Точное число погибших в войне афганцев неизвестно. Наиболее часто встречается цифра в 1 млн погибших; имеющиеся оценки колеблются от 670 тыс. гражданских лиц до 2 миллионов человек в общем. По данным исследователя афганской войны из США, профессора М. Крамера: «В течение девяти лет войны были убиты или покалечены более 2,7 миллионов афганцев (в основном гражданские лица), ещё несколько миллионов оказались в рядах беженцев, многие из которых покинули страну». Точного разделения жертв на солдат правительственной армии, моджахедов и мирных жителей, по всей видимости, не существует.

## Потери моджахедов
Точные данные об этом отсутствуют. Известно лишь, что с 1980 по 1990 год ООН зафиксировала 640 тысяч смертей граждан ДРА, 327 тыс. человек из них были мужчинами. Хотя и эти данные считаются спорными. По западным же источникам потери моджахедов составляют: 75—90 тыс. убитыми и столько же ранеными.

## Потери Пакистана
Пакистан приютил 3 миллиона афганских беженцев и оказывал наибольшую поддержку моджахедам, его потери были весьма значительные и составляли около 6 тыс. убитых и около 7 тыс. раненых военных и гражданских лиц, погибших на территории Пакистана в результате советско-афганских авианалётов, артиллерийских обстрелов и террористических акций. В частности, президент Пакистана Зия-уль-Хак обвинил афганских агентов в организации крупнейшего в истории страны теракта 14 июля 1987 года в Карачи, где погибло 75 человек и более 300 были ранены.